# Лукьянчиково (Курская область)
Лукьянчиково — деревня в Конышёвском районе Курской области России. Входит в состав Ваблинского сельсовета.

## География
Деревня находится на реке Руда (левый и самый крупный приток Усожи в бассейне Свапы), в 79,5 км от российско-украинской границы, в 49 км к северо-западу от Курска, в 21 км к северо-западу от районного центра — посёлка городского типа Конышёвка, в 7 км от центра сельсовета — села Вабля.
Климат
Лукьянчиково, как и весь район, расположено в поясе умеренно континентального климата с тёплым летом и относительно тёплой зимой (Dfb в классификации Кёппена).
Часовой пояс
Деревня Лукьянчиково, как и вся Курская область, находится в часовой зоне МСК (московское время). Смещение применяемого времени относительно UTC составляет +3:00.

## История
Деревня была основана служилыми людьми Лукьянчиковыми, по фамилии которых получила название.
В XVII—XVIII веках (до 1779 года) деревня входила в состав Курицкого стана Курского уезда.
По данным 3-й ревизии 1762 года в деревне жили однодворцы Лукьянчиковы (6 дворов), Сотниковы (2 двора) и Селиховы (1 двор).
В 1779—1924 годах деревня входила в состав Дмитриевского уезда Курской губернии.
По данным 8-й ревизии 1834 года в деревне жили однодворцы Лукьянчиковы (13 дворов) и Сотниковы (4 двора) — всего 178 человек (100 мужчин и 78 женщин) в 17 дворах. В то время Лукьянчиково входило в состав Жигаевской казённой волости Дмитриевского уезда.
В 1862 году в казённой деревне Лукьянчиково был 21 двор, проживало 206 человек (106 мужчин и 100 женщин).
В 1977—2010 годах деревня входила в состав Рыжковского сельсовета. С 2010 года в составе Ваблинского сельсовета.

## Население
| 1834 | 1862 | 2002 | 2010 |
| ---- | ---- | ---- | ---- |
| 178  | ↗206 | ↘87  | ↘42  |

## Инфраструктура
Личное подсобное хозяйство. В деревне 55 домов.

## Транспорт
Лукьянчиково находится в 23,5 км от автодороги федерального значения М2 «Крым» (Москва — Тула — Орёл — Курск — Белгород — граница с Украиной, с подъездами к Туле, Орлу, Курску, Белгороду и историко-архитектурному комплексу «Одинцово»), в 15,5 км от автодороги регионального значения 38К-038 (Фатеж — Дмитриев), в 10 км от автодороги 38К-005 (Конышёвка — Жигаево — 38К-038), на автодорогe межмуниципального значения 38Н-142 (38К-005 — Рыжково — Лукьянчиково), в 17,5 км от ближайшего ж/д остановочного пункта 552 км (линия Навля — Льгов I).
В 160 км от аэропорта имени В. Г. Шухова (недалеко от Белгорода).